# 日本國鐵EF70型電力機車
EF70型电力机车（日语：EF70形電気機関車）是日本国有铁道的交流电力机车车型之一，适用于供电制式为20千伏60赫兹的工频单相交流电气化铁路。

## 发展历史

### 开发背景
1962年，位于敦賀市的北陆隧道建成通车，同时北陆本线敦贺至福井区段亦完成交流电气化改造。北陆隧道建成以前，敦贺和今庄之间的木之本岭一直都是北陆本线的瓶颈区间，这段非电气化单线区间拥有最大坡度达到25‰的长大坡道，1955年起开始采用DD50、DF50型柴油机车作为牵引动力，三机重联时的最大牵引定数可达到1000吨，但仍然无法满足不断增长的运输量。
北陆本线作为日本海縱貫線的其中一部分，北陆隧道的通车大大提高了该线的运输能力，敦贺至今庄区段的运行时间比之前缩短了超过一小时。北陆隧道全长13.87公里，是当时日本国内最长的双线电气化铁路隧道。考虑到北陆隧道内有超过10公里的11.5‰长大坡道，加上日本海沿岸气候潮湿多雨的特点，四轴电力机车的粘着性能将不能满足牵引需要。因此，日本国有铁道于1961年开发研制了新型的六轴交流电力机车，即EF70型电力机车。

### 生产批次
| 生产批次 | 机车编号 | 制造商              | 新造配属                                                             | 制造目的                   | 生产预算            |
| -------- | -------- | ------------------- | -------------------------------------------------------------------- | -------------------------- | ------------------- |
| 早期型   | 1～11    | 日立製作所          | 敦賀第二機關區 （今JR西日本敦賀地域鐵道部 敦賀運轉派出分部）         | 敦賀至福井區段電化開業     | 昭和36年度本予算    |
| 早期型   | 12～18   | 三菱電機 三菱重工業 | 敦賀第二機關區 （今JR西日本敦賀地域鐵道部 敦賀運轉派出分部）         | 敦賀至福井區段電化開業     | 昭和36年度本予算    |
| 早期型   | 19～21   | 三菱電機 三菱重工業 | 敦賀第二機關區 （今JR西日本敦賀地域鐵道部 敦賀運轉派出分部）         | 田村至南福井間貨物列車增發 | 昭和37年度第2次債務 |
| 改良型   | 22～28   | 日立製作所          | 敦賀第二機關區 （今JR西日本敦賀地域鐵道部 敦賀運轉派出分部）         | 金澤至富山區段電化開業     | 昭和38年度第3次債務 |
| 改良型   | 29～32   | 三菱電機 三菱重工業 | 敦賀第二機關區 （今JR西日本敦賀地域鐵道部 敦賀運轉派出分部）         | 金澤至富山區段電化開業     | 昭和38年度第3次債務 |
| 改良型   | 33～44   | 日立製作所          | 敦賀第二機關區 （今JR西日本敦賀地域鐵道部 敦賀運轉派出分部）         | 金澤至富山區段電化開業     | 昭和39年度第1次採購 |
| 改良型   | 45～52   | 三菱電機 三菱重工業 | 敦賀第二機關區 （今JR西日本敦賀地域鐵道部 敦賀運轉派出分部）         | 金澤至富山區段電化開業     | 昭和39年度第1次採購 |
| 改良型   | 53       | 日立製作所          | 敦賀第二機關區 （今JR西日本敦賀地域鐵道部 敦賀運轉派出分部）         | 富山至糸魚川區段電化開業   | 昭和39年度第3次債務 |
| 改良型   | 54～57   | 三菱電機 三菱重工業 | 敦賀第二機關區 （今JR西日本敦賀地域鐵道部 敦賀運轉派出分部）         | 富山至糸魚川區段電化開業   | 昭和39年度第3次債務 |
| 改良型   | 58～71   | 日立製作所          | 58～67：富山第二機關區 （今JR貨物富山機關區） 68～71：敦賀第二機關區 | 富山至糸魚川區段電化開業   | 昭和39年度第5次債務 |
| 改良型   | 72～81   | 三菱電機 三菱重工業 | 72～75：富山第二機關區 76～81：敦賀第二機關區                        | 富山至糸魚川區段電化開業   | 昭和39年度第5次債務 |
| 1. 2. 3. |          |                     |                                                                      |                            |                     |

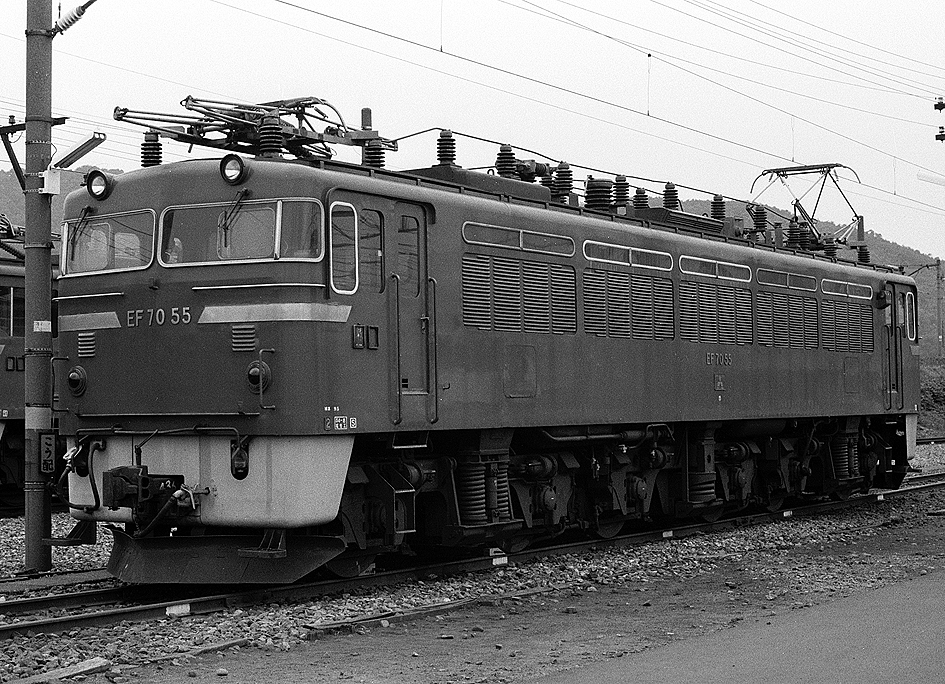
敦贺第二机关区内的EF70 55号机车（1984年）

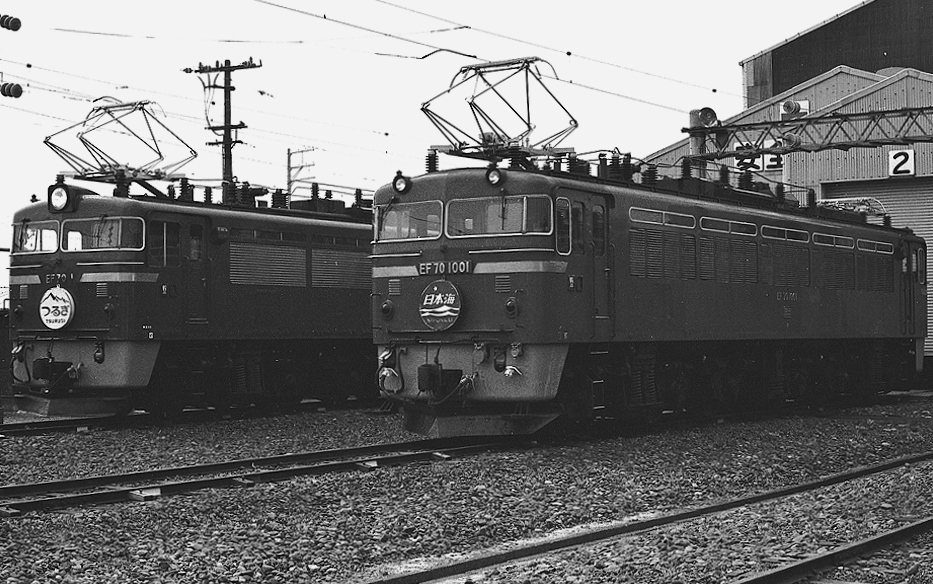
EF70 1号机车（左）与EF70 1001号机车（右）

1961年12月28日，日立制作所完成试制首台原型车。EF70型电力机车是当时日本国内功率最大的交流电力机车，小时功率为2250千瓦，机车轴式为Bo-Bo-Bo，可以满足单机牵引1000吨列车（远期1100吨）通过11.5‰长大坡道。机车采用变压器高压侧有级调压、硅整流器单相全波整流、MT52型直流牵引电动机等成熟技术。1962年初，EF70型电力机车正式投入批量生产。除了日立制作所外，三菱电机、三菱重工业亦加入生产。
随着北陆本线交流电化区段的延长，日立制作所于1964年开始生产第二批EF70型电力机车。从22号机车开始的改良型机车，根据早期型机车的运用经验而作出了改进，包括：小时功率提高至2300千瓦；硅整流器采用新标准硅二极管，减少了二极管的数量；改用弹簧升弓的PS101型受电弓，取代了空气升弓的PS100A型受电弓；针对北陆地方的冬季降雪，改良了除雪式排障器；前照灯采用两盏150瓦的密封光束灯，取代了之前使用的单灯式白炽灯。此外，19～21号机车率先安装了改良型机车的电气设备，但车体外观仍然和其他早期型机车相同。

### 1000番台
1968年，为了提高寝台旅客列车（蓝色列车）的旅行速度，日本国铁对所有20系客车进行制动系统改造，通过对原本的AS空气制动机加装电空阀、中继阀等电控装置改造为AREB电空制动机，实现列车制动系统的电控化，使列车最高运行速度由95公里/小时提高至110公里/小时。1968年10月1日，日本国铁实施全国运行图大范围调整，大阪至青森的“日本海号”急行列车升级为特急列车，并改由青森运转所（今JR东日本青森车辆中心）的20系客车担当。
为配合“日本海号”列车的牵引需要，其中7台EF70型电力机车（22～28）亦在松任工厂（今金泽综合车辆所）进行了相应改造。改造内容包括加装机车电空制动机，制动信号通过车辆及机车间的KE72型电气连接器传送；加装总风管以满足20系客车空气弹簧的用风需要；安装了与20系客车乘务员室相连的有线电话，车端加装KE59型电气连接器等。完成改造的机车改称为EF70型1000番台电力机车，并按顺序重新编号（1001～1007）。

## 运用历史
1962年起，EF70型电力机车开始大量配属敦贺第二机关区并投入北陆本线运用，主要担当田村至福井区段的货物列车牵引任务，而ED74型电力机车则主要担当田村至金泽区段的旅客列车牵引任务。随着北陆本线交流电化区段的延展，至1965年EF70型电力机车的运用范围亦扩大为田村至糸魚川区段。1968年10月1日，日本国铁实施全国铁路运行图调整，北陆本线的最大牵引定数提高至1200吨。此后，ED70型电力机车逐渐退居二线，ED74型电力机车则转往九州地区使用。
1969年，由于信越本线完成直流电气化改造，北陆本线梶屋敷至直江津区段亦采用了直流电化，因此在糸魚川至梶屋敷之间设置了交直流分相区，用来分割直流和交流电化区段。同年年底，交直流两用的EF81型电力机车开始在北陆本线投入运用，主要担当北陆本线北段（富山以北）的列车牵引任务。1974年，作为北陆及关西地区之间快速通道的湖西线建成通车，原本经由北陆本线南段运行的货物列车，大多改为经由距离更短的湖西线运行。自此，EF81型电力机车大量投入湖西、北陆两线运用，EF70型电力机车仅限定运用于田村至糸魚川区段，而原本由EF70型1000番台电力机车牵引的卧铺特急列车亦改由EF81型电力机车牵引。
1978年10月的国铁运行图调整之后，早期型的EF70型电力机车大多已经被封存。然而，由于EF70型电力机车的车龄距离报废年限尚有一段时间，日本国铁为充分利用资源而作出了探索。1980年，21台EF70型电力机车转配属门司机关区，以加快淘汰九州地区的ED72、ED73型电力机车。这批机车主要用来牵引卧铺列车和货物列车，但由于该型电力机车的轴重相对较大，因此被限定运用于线路条件较好的鹿儿岛本线熊本以北的区段。1982年11月之后，九州地区的EF70型电力机车又被ED76型电力机车取代。
敦贺第二机关区和富山第二机关区的部分EF70型电力机车转往九州后，部分早期型机车又重新投入北陆本线运用。1984年2月1日国铁运行图调整后，由于区段货物列车被大幅削减，大量EF70型电力机车又再被封存，至1985年3月后全部脱离运用。所有EF70型电力机车都在1987年4月國鐵分割民營化之前除籍和报废。
除此之外，在1980年代初为了替换日益老化的EF58型电力机车，以担当東海道本線和山陽本線的行包列车牵引任务，日本国铁正寻求一种替代车型，但考虑到日本国铁的经营和财政状况持续恶化，新造电力机车已经被排除于选择范围外，因此在当时曾经考虑将EF70型电力机车改造成直流电力机车。最终，日本国铁为了节省机车改造费用，决定利用信越本线货物列车削减后剩余的EF62型电力机车，将其投入到东海道本线和山阳本线使用，放棄了改造EF70型電力機車的計劃。

## 技术特点

### 总体布置
EF70型电力机车是客货运通用的交流电力机车，适用于供电制式为20千伏60赫兹的工频单相交流电气化铁路。车体采用整体承载式全钢焊接结构，车体两端采用具有大面积前窗玻璃的非贯通结构。车体两端各设有一个司机室，司机室内机车运行方向的左侧设有司机操纵台，司机室两侧设有供乘务员乘降的侧门。车体中部是设有各种机械及电气装置的机械室，内设有贯通式双侧内走廊连接两端司机室。车顶安装有两台PS100A型（早期型）或PS101型（改良型）双臂式受电弓、高速断路器、避雷器、主熔断器等高压电气设备。

### 电气系统
EF70型电力机车是交—直流电传动的整流器式电力机车，机车主电路由空气断路器、主变压器、硅整流器、调压开关、牵引电动机、电路保护装置等组成。机车从架空接触网获取高压交流电后，首先经过主变压器降低电压，再通过整流器转换成脉流电（即方向不变而只有电压变化的直流电），并供电给牵引电动机。
EF70型电力机车装用一台TM5型壳式单相主变压器，额定容量为2600千伏安，冷却方式采用强迫油循环导向风冷却。EF70型电力机车使用变压器高压侧调压来达到调节速度的目的。主变压器原边（高压侧）设有一个自耦调压绕组，通过高压侧的调压开关改变变压器牵引绕组的抽头及输出电压，组成共25个调压级。
整流装置采用F-4B型（早期型）或RS20型（改良型）硅整流器。RS20型硅整流器使用日立制作所研制的DJ14L型硅二极管（最大反向电压为1000伏特，最大反向脉冲电压为1300伏特，平均整流电流为100安倍），整流装置由四个桥臂组成单相全波桥式整流电路，每一桥臂由五个并联支路组成，每个支路有十二个串联连接的二极管。整流器额定功率为2430千瓦，额定整流电压为750伏特，额定电流为3240安倍，短时（115秒）整流电流可达到4680安倍。
EF70型电力机车装用MT52型四极串励直流牵引电动机，这是日本国铁新型直流和交流电力机车通用的标准型牵引电动机，小时功率为425千瓦，额定电压为750伏特，六台牵引电动机全部永久并联连接。为扩大机车的恒功调速范围，还可以对牵引电动机施行一级磁场削弱，磁场削弱率为70%。
EF70型电力机车的辅助电路系统采用三相交流传动。牵引电动机通风机、主电阻器电动通风机、电动空气压缩机等均采用三相鼠笼式异步电动机驱动。辅助电路系统由主变压器辅助绕组供电，并由一台旋转式劈相机将440伏特单相交流电转换成440伏特三相交流电。另外还设有一台小型电动发电机，为控制电路、照明电路、蓄电池充电供应100伏特直流电。
除此之外，EF70型电力机车亦设有列车供电系统，主变压器具有一个供电绕组，能够为旅客列车的电热取暖装置供应1500伏特单相交流电，司机室侧门旁边并装有一盏供电状态指示灯。

### 转向架
机车走行部为三台二轴转向架，包括两台DT120型两端转向架、一台DT121型中间转向架。构架采用“日”字形的钢板焊接结构，轴箱采用导框式定位结构，转向架固定轴距为2800毫米。牵引电动机悬挂装置采用轴悬式，牵引电动机的一侧通过抱轴瓦刚性地支承在车轴上，另一侧通过吊杆悬挂在转向架构架上，牵引电动机输出的转矩通过一级减速齿轮传动轮对，齿轮传动比为4.12（17：70）。
转向架采用全旁承支重结构，车体全部重量通过六组旁承弹簧坐落在三台转向架上。一系悬挂为轴箱顶端螺旋弹簧，两端转向架和中间转向架的二系旁承悬挂各有不同，其中两端转向架采用每侧两个并联的螺旋圆弹簧组并配有垂向油压减震器，而中间转向架则采用每侧一个螺旋圆弹簧。牵引力和制动力通过下心盘低位牵引装置传递，牵引点距离轨面约300毫米。中间转向架和车体之间还设有橫向滚动装置以便通過曲線。DT120、DT121型转向架亦被后来的EF64型电力机车沿用。

## 车辆保存
- EF70 4号机车：曾经保存于JR西日本金泽综合车辆所（日语：金沢総合車両所）松任本所，后因保存状态恶化而被解体处理。
- EF70 57号机车：静态保存于石川县白山市的松任青少年住宿训练中心。
- EF70 1001号机车：静态保存于群马县安中市的碓冰嶺鐵道文化村。
- EF70 1003号机车：曾经保存于福井县越前市的金华山山茱萸温泉，后因保存状态恶化而被解体处理。